# Letrero de neón

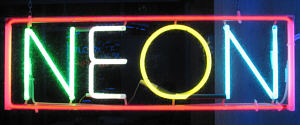
Letrero de neón, que funciona con Luz de neón.

Un letrero de neón, o simplemente neón, es un rótulo formado por un tubo de neón fluorescente que se fabrica a partir del curvado de un tubo de vidrio y para el cual existe una técnica especializada de fabricación.

## Historia

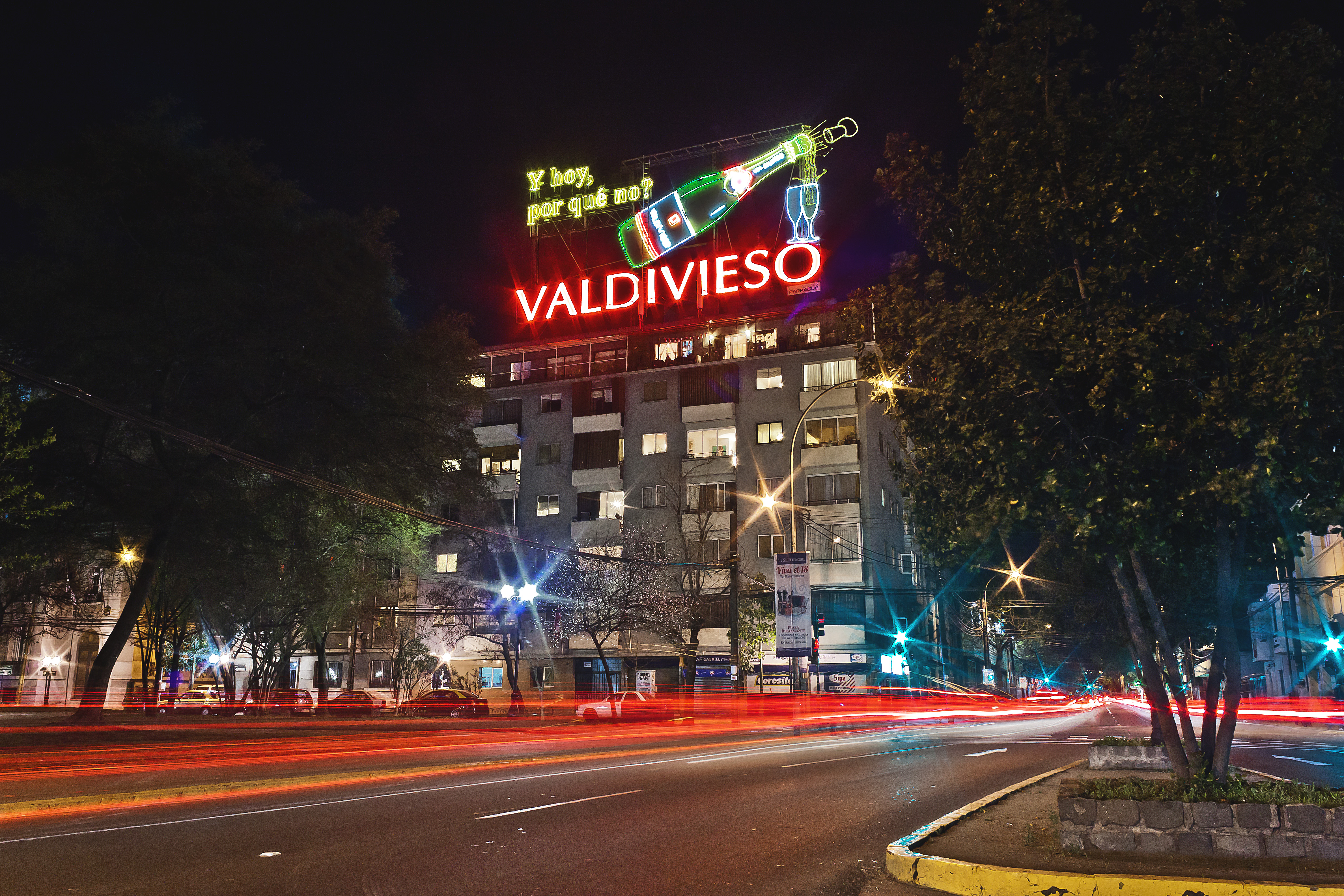
Vista del letrero publicitario de Valdivieso en la noche, desde la calle Rancagua.

Georges Claude presentó este invento en la exposición Paris Motor Show, en diciembre de 1910, y pronto comenzó a utilizarse masivamente en todo el mundo, siendo el Times Square uno de los lugares más conocidos en donde se aplicó comercialmente esta tecnología. También se la utilizó en otras aplicaciones tales como el televisor.
En 1923, Claude vendió, a través de su empresa, dos letreros de neón a un vendedor de automóviles estadounidense; en menos de dos décadas, existían en Estados Unidos cerca de dos mil fabricantes de estos letreros.
Muchos letreros de neón tienen actualmente el carácter de históricos. Uno de ellos es el letrero publicitario de Valdivieso. que está ubicado en la azotea de un edificio de la calle General Bustamante, en la Región Metropolitana de la ciudad de Santiago de Chile.

## Características